# Adyuvante
En inmunología, un adyuvante es una sustancia que aumenta o modula la respuesta inmunitaria a una vacuna. La palabra "adyuvante" procede del latín adiuvare, que significa ayudar o auxiliar. "Un adyuvante inmunológico se define como cualquier sustancia que actúa para acelerar, prolongar o mejorar las respuestas inmunitarias ante antígenos específicos".
En los primeros tiempos de la fabricación de vacunas, se suponía correctamente que las variaciones significativas en la eficacia de diferentes lotes de la misma vacuna se debían a la contaminación de los recipientes de reacción. Sin embargo, pronto se descubrió que una limpieza más escrupulosa parecía reducir la eficacia de las vacunas, y que algunos contaminantes en realidad potenciaban la respuesta inmunitaria.
Se conocen muchos adyuvantes de uso generalizado, como las sales de aluminio, los aceites y los virosomas.

## Resumen
Los adyuvantes en inmunología se utilizan a menudo para modificar o aumentar los efectos de una vacuna, estimulando el sistema inmunitario para que responda a la vacuna con mayor vigor, y proporcionando así una mayor inmunidad a una enfermedad concreta. Los adyuvantes cumplen esta tarea imitando conjuntos específicos de moléculas evolutivamente conservadas, los llamados patrones moleculares asociados a patógenos, que incluyen liposomas, lipopolisacáridos, jaulas moleculares para antígenos, componentes de las paredes celulares bacterianas y ácidos nucleicos endocitados como el ARN de doble cadena, el ADN de cadena simple y ADN conteniendo dinucleótidos CpG no metilados. Dado que los sistemas inmunitarios han evolucionado para reconocer estos restos antigénicos específicos, la presencia de un adyuvante junto con la vacuna puede aumentar en gran medida la respuesta inmunitaria innata al antígeno al aumentar las actividades de las células dendríticas, los linfocitos y los macrófagos imitando una infección natural.
Algunas enfermedades provocadas por la respuesta del sistema inmune a agentes externos, como la polinosis, se ven potenciadas por la presencia de adyuvantes asociados de forma natural al alérgeno. Por ejemplo en el caso de las bacterias que se dispersan a través del aire adheridas a los granos de polen y que poseen la capacidad de estimular la sensibilización del organismo.

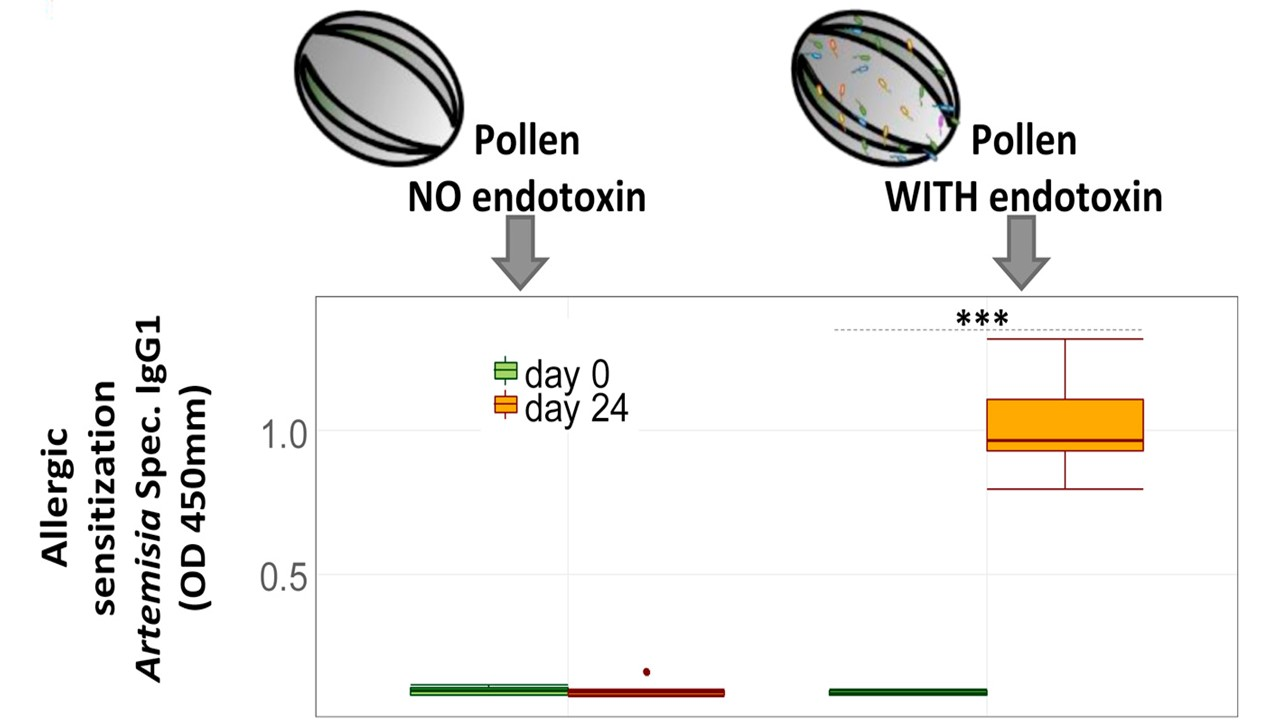
El polen de Artemisia es el principal vector de endotoxinas del aire. Éstas son un adyuvante natural para la polinosis. Sólo el polen con elevado contenido bacteriano induce sensibilización inmunológica.

### Tipos
- Compuestos inorgánicos: alumbre de potasio, hidróxido de aluminio, fosfato de aluminio,[8] hidróxido de fosfato de calcio
- Aceites: aceite de parafina,[8] propóleo (sólo en estudios preclínicos),[9] adyuvante 65 (basado en aceite de cacahuete.[10] El adyuvante 65 se probó en vacunas contra la influenza en los años 70, pero nunca se comercializó[11]
- Productos bacterianos: bacterias muertas de las especies Bordetella pertussis, Mycobacterium bovis, toxoides[8]
- Saponinas vegetales de Quillaja,[8] soja, Polygala senega
- Citoquinas: IL-1, IL-2, IL-12
- Combinaciones: Adyuvante completo de Freund, adyuvante incompleto de Freund[8]
- Otras sustancias orgánicas: escualeno[8]

### Adyuvantes inorgánicos

#### Sales de aluminio
Hay muchos adyuvantes, algunos de ellos inorgánicos, que tienen el potencial de aumentar la inmunogenicidad. El alumbre fue la primera sal de aluminio que se utilizó con este fin, pero ha sido sustituido casi por completo por el hidróxido de aluminio y el fosfato de aluminio en las vacunas comerciales. Las sales de aluminio son los adyuvantes más utilizados en las vacunas humanas. Su actividad adyuvante se describió en 1926.
El mecanismo de acción exacto de las sales de aluminio sigue sin estar claro, pero se han obtenido algunos conocimientos. Se pensaba que funcionaban como sistemas de distribución, generando depósitos que atrapaban los antígenos en el lugar de la inyección, permitiendo una liberación lenta que seguía estimulando el sistema inmunitario. Sin embargo, los estudios han demostrado que la eliminación quirúrgica de estos depósitos no tenía ningún impacto en la magnitud de la respuesta IgG1.
El alumbre puede provocar que las células dendríticas y otras células inmunitarias secreten interleucina-1 beta (IL-1β), una señal inmunitaria que promueve la producción de anticuerpos. El alumbre se adhiere a la membrana plasmática de la célula y reorganiza ciertos lípidos en ella. Las células dendríticas se ponen en marcha, recogen el antígeno y se dirigen a los ganglios linfáticos, donde se adhieren a una célula T colaboradora y presumiblemente inducen una respuesta inmunitaria. Un segundo mecanismo depende de que el alumbre mate las células inmunitarias en el lugar de la inyección, aunque los investigadores no están seguros de cómo mata el alumbre a estas células. Se ha especulado que las células moribundas liberan ADN que sirve de alarma inmunitaria. Algunos estudios han descubierto que el ADN de las células moribundas hace que las células dendríticas se adhieran con más fuerza a las células T auxiliares, lo que en última instancia conduce a un aumento de la liberación de anticuerpos por parte de las células B. Sea cual sea el mecanismo, el alumbre no es un adyuvante perfecto porque no funciona con todos los antígenos (por ejemplo, la malaria y la tuberculosis).

### Adyuvantes orgánicos
El adyuvante completo de Freund es una solución de Mycobacterium tuberculosis inactivada en aceite mineral desarrollada en 1930. No es lo suficientemente seguro para el uso humano. Una versión sin la bacteria, que es sólo aceite en agua, se conoce como adyuvante incompleto de Freund y ayuda a que las vacunas liberen antígenos durante más tiempo. A pesar de los efectos secundarios, su potencial beneficio ha dado lugar a algunos ensayos clínicos.
El escualeno es un compuesto orgánico de origen natural que se utiliza en las vacunas humanas y animales. El escualeno es un aceite, formado por átomos de carbono e hidrógeno, que producen las plantas y está presente en muchos alimentos. El escualeno también es producido por el hígado como precursor del colesterol y está presente en el sebo. El MF59 es una emulsión de aceite en agua de adyuvante de escualeno utilizada en algunas vacunas humanas. Se han administrado más de 22 millones de dosis de una vacuna con escualeno sin problemas de seguridad.
El extracto vegetal QS-21 es un liposoma compuesto por saponinas vegetales de Quillaja saponaria. Forma parte de la vacuna Shingrix aprobada en 2017.
El monofosforil lípido A (MPL), una versión desintoxicada del lipopolisacárido de Salmonella minnesota, interactúa con el receptor TLR4 para mejorar la respuesta inmunitaria. También forma parte de la vacuna Shingrix.

## Respuesta inmune adaptativa
Para comprender los vínculos entre la respuesta inmune innata y la respuesta inmune adaptativa, a fin de ayudar a fundamentar la función de los adyuvantes en la potenciación de las respuestas inmunes adaptativas al antígeno específico de una vacuna, deben tenerse en cuenta los siguientes puntos:
- Las células de la respuesta inmunitaria innata, como las células dendríticas, engullen los patógenos mediante un proceso denominado fagocitosis.
- A continuación, las células dendríticas migran a los ganglios linfáticos, donde las células T (células inmunitarias adaptativas) esperan señales que desencadenen su activación.[23]
- En los ganglios linfáticos, las células dendríticas cortan el patógeno engullido y luego expresan los trozos del patógeno como antígeno en su superficie celular acoplándolos a un receptor especial conocido como complejo mayor de histocompatibilidad.
- A continuación, las células T pueden reconocer estos trozos y sufrir una transformación celular que da lugar a su propia activación.[24]
- Las células T γδ poseen características tanto de la respuesta inmune innata como de la adaptativa.
- Los macrófagos también pueden activar las células T de forma similar (pero no lo hacen de forma natural).

Este proceso, llevado a cabo tanto por las células dendríticas como por los macrófagos, se denomina presentación de antígeno y representa un vínculo físico entre las respuestas inmunes innata y adaptativa.
Tras su activación, los mastocitos liberan heparina e histamina para aumentar el tráfico y sellar el lugar de la infección, permitiendo que las células inmunitarias de ambos sistemas limpien la zona de patógenos. Además, los mastocitos también liberan quimiocinas que provocan la quimiotaxis positiva de otras células inmunitarias, tanto de la respuesta inmune innata como de la adaptativa, hacia la zona infectada.
Debido a la variedad de mecanismos y vínculos entre la respuesta inmune innata y la adaptativa, una respuesta inmune innata potenciada por los adyuvantes da lugar a una respuesta inmune adaptativa mejorada. En concreto, los adyuvantes pueden ejercer sus efectos de mejora inmunológica según cinco actividades inmunológicas.
- En primer lugar, los adyuvantes pueden contribuir a la translocación de los antígenos a los ganglios linfáticos, donde pueden ser reconocidos por las células T. En última instancia, esto conducirá a una mayor actividad de las células T, lo que dará lugar a una mejor depuración del patógeno en todo el organismo.
- En segundo lugar, los adyuvantes pueden proporcionar protección física al antígeno, lo que garantiza una entrega prolongada del mismo. Esto significa que el organismo estará expuesto al antígeno durante más tiempo, lo que hace que el sistema inmunitario sea más robusto, ya que aprovecha el tiempo adicional regulando la producción de células B y T necesarias para una mayor memoria inmunológica en la respuesta inmune adaptativa.
- En tercer lugar, los adyuvantes pueden contribuir a aumentar la capacidad de provocar reacciones locales en el lugar de la inyección (durante la vacunación), induciendo una mayor liberación de señales de peligro por parte de las células liberadoras de quimiocinas, como los linfocitos T auxiliares y los mastocitos.
- En cuarto lugar, pueden inducir la liberación de citoquinas inflamatorias, lo que ayuda no sólo a reclutar células B y T en los lugares de infección, sino también a aumentar los eventos transcripcionales que conducen a un aumento neto de las células inmunitarias en su conjunto.
- Por último, se cree que los adyuvantes aumentan la respuesta inmune innata al antígeno al interactuar con los receptores de reconocimiento de patrones (PRR).

## Receptores de tipo Toll
La capacidad del sistema inmunitario de reconocer moléculas ampliamente compartidas por los patógenos se debe, en parte, a la presencia de receptores inmunitarios denominados receptores tipo Toll (TLR) que se expresan en las membranas de los leucocitos, incluidas las células dendríticas, los macrófagos, las células natural killer (NK), los linfocitos T y B, y células no inmunitarias (células epiteliales, endoteliales y fibroblastos).
La unión de los ligandos -ya sea en forma de adyuvante utilizado en las vacunas, o en forma de moléculas invasoras durante los momentos de infección natural- de los TLR marca los acontecimientos moleculares clave que, en última instancia, conducen a las respuestas inmunes innatas y al desarrollo de la inmunidad adquirida específica del antígeno.
En 2016, varios ligandos del TLR estaban en desarrollo clínico o se estaban probando en modelos animales como posibles adyuvantes.

## Complicaciones médicas

### Humanos
Las sales de aluminio utilizadas en muchas vacunas humanas son consideradas seguras por la Food and Drug Administration (FDA). Aunque hay estudios que sugieren un rol del aluminio, especialmente de los complejos antígeno-aluminio inyectados que son de alta biodisponibilidad cuando se usan como adyuvantes, en el desarrollo de la enfermedad de Alzheimer. la mayoría de investigadores no apoyan una conexión causal con el aluminio. Los adyuvantes pueden hacer que las vacunas sean demasiado reactogénicas, lo que suele provocar fiebre. Esto suele ser un resultado esperado tras la vacunación y suele controlarse en los bebés con medicamentos de venta libre si es necesario.
Un aumento de casos de narcolepsia (un desorden crónico del sueño) fue observado en niños y adolescentes en Escandinavia y otros países europeos después de las vacunaciones para hacer frente a la pandemia de "gripe porcina" H1N1 en 2009. La narcolepsia se ha asociado previamente con el subtipo DQB1*602 del HLA, lo que ha llevado a predecir que se trata de un proceso autoinmune. Tras una serie de investigaciones epidemiológicas, los investigadores descubrieron que la mayor incidencia se correlacionaba con el uso de la vacuna antigripal adyuvada con AS03 (Pandemrix). Las personas vacunadas con Pandemrix tienen un riesgo casi doce veces mayor de desarrollar la enfermedad. El adyuvante de la vacuna contenía vitamina E que no superaba la ingesta dietética normal de un día. La vitamina E aumenta los fragmentos específicos de hipocretina que se unen al DQB1*602 en experimentos de cultivos celulares, lo que lleva a la hipótesis de que la autoinmunidad puede surgir en individuos genéticamente susceptibles. pero no hay datos clínicos que apoyen esta hipótesis. El tercer ingrediente del AS03 es el polisorbato 80. El polisorbato 80 también se encuentra en las vacunas Oxford-AstraZeneca y Janssen COVID-19.

### Animales
Los adyuvantes de aluminio han provocado la muerte de neuronas motoras en ratones cuando se inyectan directamente en la columna vertebral a la altura del cuello, y se ha informado de que las suspensiones de aceite y agua aumentan el riesgo de enfermedades autoinmunes en ratones. El escualeno ha provocado artritis reumatoide en ratas ya propensas a la artritis.
En gatos, el sarcoma asociado a vacuna (VAS) ocurre en una tasa de 1-10 por cada diez mil inyecciones. En 1993, se estableció mediante métodos epidemiológicos una relación causal entre el VAS y la administración de vacunas antirrábicas con adyuvante de aluminio y FeLV, formándose en 1996 el Grupo de Trabajo de Sarcoma Felino Asociado a Vacunas para abordar el problema. Sin embargo, las pruebas son contradictorias en cuanto a si los tipos de vacunas, los fabricantes o los factores están asociados con los sarcomas.